# Juli 2016
Dit artikel geeft een chronologisch overzicht van de belangrijkste gebeurtenissen per dag in de maand juli in het jaar 2016.

## Gebeurtenissen

### 1 juli
- Letland wordt lid van de OESO.
- Bij een gijzeling in een restaurant in de Bengaalse hoofdstad Dhaka komen zeker twintig gijzelaars en zes gijzelnemers om het leven. Terreurgroep IS eist de verantwoordelijkheid voor de gijzeling op. Naar aanleiding van het gijzelingsdrama kondigt de Bengaalse premier twee dagen van nationale rouw af.
- Het Constitutioneel hof in Oostenrijk oordeelt dat de presidentsverkiezingen in het land moeten worden over gedaan vanwege vastgestelde onregelmatigheden.
- Het Turkse parlement neemt een wet aan voor de hervorming van de hoogste Turkse rechtbanken. Door de aangenomen wet verliest het merendeel van de 711 rechters van de hoogste rechtscolleges hun baan.
- Bij een ontploffing op een militaire schietbaan in Hongarije vallen ten minste drie doden.
- De Italiaanse premier Renzi opent officieel het gerestaureerde Romeinse amfitheater Colosseum.

### 3 juli
- Bij twee zelfmoordaanslagen in Bagdad vallen bijna 300 doden. IS eist de verantwoordelijkheid op. In Irak worden drie dagen van nationale rouw afgekondigd.

### 6 juli
- Een Britse commissie onder leiding van John Chilcot die jarenlang onderzoek heeft gedaan naar de rol van het Verenigd Koninkrijk in de Irakoorlog, concludeert in haar eindrapport dat toenmalig premier Tony Blair te snel instemde met Britse deelname aan de oorlog.

### 8 juli
- Het Constitutioneel Hof van Sint Maarten vernietigt de landsverordening Integriteitskamer, die onder zware druk van Nederland tot stand kwam.
- Tijdens een demonstratie in Dallas tegen politiegeweld jegens de zwarte bevolking in de Verenigde Staten worden vijf agenten gedood.
- Marcelo Bielsa laat Lazio Roma in verbijstering achter door binnen 48 uur na zijn komst zijn ontslag alweer in te dienen. De leiding van de Italiaanse voetbalclub is woedend en zegt juridische stappen te ondernemen tegen de Argentijnse trainer.

### 10 juli
- Portugal verslaat in de finale gastland Frankrijk met 1-0 na verlengingen, en wint zodoende voor het eerst in zijn geschiedenis het EK voetbal.
- De Britse tennisser Andy Murray wint voor de tweede keer in zijn carrière het toernooi van Wimbledon. In de finale verslaat hij de Canadees Milos Raonic. Bij de vrouwen verslaat de Amerikaanse tennisster Serena Williams in de finale de Duitse Angelique Kerber en wint zo voor de zevende keer in haar carrière het Britse tennistoernooi.

### 13 juli
- De voormalige minister van Binnenlandse Zaken Theresa May wordt op Buckingham Palace benoemd tot opvolgster van de afgetreden Britse premier David Cameron. Ze is daarmee na Margaret Thatcher de tweede vrouwelijke premier van het Verenigd Koninkrijk.

### 14 juli
- In Nice rijdt een vrachtwagen in op het publiek dat op de boulevard had gekeken naar het vuurwerk ter gelegenheid van de nationale feestdag. Minstens 84 mensen komen hierbij om. (Lees verder)
- In Nederland treedt de VN-conventie inzake rechten van personen met een handicap in werking.

### 15 juli
- Bij een mislukte militaire coup in de Turkse stad Istanboel vallen zeker 290 doden en ruim 1400 gewonden; bijna 3000 militairen worden gearresteerd. (Lees verder)

### 20 juli
- Donald Trump is nu ook officieel presidentskandidaat namens de Republikeinen, nadat er over zijn nominatie is gestemd.
- De Turkse luchtmacht voert aanvallen uit op de PKK in Noord-Irak. Hierbij zouden zeker 20 Koerdische strijders zijn omgekomen.

### 21 juli
- Na de mislukte coup van afgelopen week geldt in Turkije nu voor drie maanden de noodtoestand.
- Het Hof van Arbitrage voor Sport handhaaft de beslissing van de IAAF om vanwege het dopingschandaal 68 Russische atleten uit te sluiten van de Olympische Zomerspelen.

### 22 juli
- Bij een McDonald's-restaurant in het Olympia-winkelcentrum in München begint rond 17.45 uur een man om zich heen te schieten. Er vallen 10 doden en meerdere gewonden. De dader pleegt zelfmoord. (Lees verder)[1]

### 23 juli
- In Afghanistan wordt een dag van nationale rouw afgekondigd, nadat bij een aanslag op een Hazara-demonstratie in Kaboel minstens 80 doden en 230 gewonden vallen. De aanslag is opgeëist door IS.

### 24 juli
- In het Duitse Ansbach blaast een 27-jarige Syriër, die sinds twee jaar in Duitsland verbleef, zichzelf op in de nabijheid van een groot muziekfestival. De man was een  IS-aanhanger. Het is de vierde eenmansaanslag binnen een week tijd in Zuid-Duitsland.

### 25 juli
- Vanwege grote natuurbranden in de Amerikaanse staat Californië zijn inmiddels meer dan tienduizend woningen ontruimd. Duizenden huizen en gebouwen worden bedreigd en in Santa Clarita is een dode gevallen
- Telecommunicatiebedrijf Verizon koopt voor 4,8 miljard dollar internetbedrijf Yahoo! op, na eerder al AOL te hebben opgekocht. De hoop is door het samengaan beter te kunnen concurreren met Google.

### 26 juli
- In de Franse plaats Saint-Étienne-du-Rouvray dringen twee gijzelnemers een katholieke kerk binnen en brengen de priester met messen om het leven. Een non raakt zwaargewond. De aanvallers worden doodgeschoten door de politie. IS eist in een persverklaring de verantwoordelijkheid op.
- Bij een dubbele aanslag met autobommen in de Somalische hoofdstad Mogadishu zijn voor zover bekend 13 doden gevallen. De aanslagen waren in de buurt van de luchthaven en in de nabijheid van het plaatselijke VN-hoofdkwartier. Terreurgroep Al-Shabaab eist de aanslag op.

### 27 juli
- Bij een dubbele bomaanslag in de Syrische stad Kamishli, nabij de grens met Turkije, vallen 67 doden. IS eist de verantwoordelijkheid voor de aanslagen op.
- Hillary Clinton wordt door de Democratische Partij verkozen tot de eerste vrouwelijke presidentskandidaat in de Amerikaanse geschiedenis. Eerder was zij al first lady en minister van Buitenlandse Zaken.
- De Nederlandse politicus Piet de Jong overlijdt op 101-jarige leeftijd. Hij was minister-president van Nederland van 1967 tot 1971. Hij was de oudste nog levende oud-regeringsleider ter wereld.

### 28 juli
- In de Franse plaats Sarrebourg is een werk van Albrecht Dürer uit 1520 verkocht. De koper, een archeoloog en verzamelaar van kunst uit de Elzas, heeft het sinds 1945 vermiste werk, een kopergravure van Maria met kind, teruggegeven aan de eigenaar, de Staatsgalerie in Stuttgart.

### 29 juli
- In de Amerikaanse staat Florida zijn vier personen in hun eigen omgeving besmet geraakt met het zikavirus. Het is het eerste geval van besmetting met het virus binnen de VS.
- Hillary Clinton aanvaardt tijdens een toespraak in Philadelphia op de Democratische conventie haar nominatie als presidentskandidate.

## Overleden
<< · januari · februari · maart · april · mei · juni · juli · augustus · september · oktober · november · december · >>